# Angel of Babylon
Angel of Babylon är det femte power metalalbumet skapat av Avantasia, ett av Tobias Sammets projekt. På skivan medverkar flera musiker från diverse olika band, exempelvis Tim "Ripper" Owens som tidigare sjöng i Judas Priest och Iced Earth. Det släpptes den 3 april 2010, samtidigt som albumet The Wicked Symphony släpptes. De gavs ut både som en samlingsbox med båda albumen tillsammans och som egna album. Det är den tredje delen av "The Scarecrow Saga".

## Låtlista
1. "Stargazers" - 9:33
2. "Angel of Babylon" - 5:2
3. "Your Love is Evil" - 3:53
4. "Death is Just a Feeling" - 5:21
5. "Rat Race" - 4:07
6. "Down in the Dark" - 4:23
7. "Blowing Out the Flame" - 4:51
8. "Symphony of Life" - 4:30
9. "Alone I Remember" - 4:48
10. "Promised Land" - 4:47
11. "Journey to Arcadia" - 7:12

## Medverkande
- Tobias Sammet - Sång, bas
- Sascha Paeth - Gitarr, producent
- Eric Singer (KISS, f.d. Black Sabbath) - Trummor
- Miro - Keyboard, orkester

### Gästartister

#### Musiker
- Gitarr
  - Bruce Kulick (medverkar på spår 1, 5, 11)
  - Oliver Hartmann (medverkar på spår 1, 2, 3)
  - Henjo Richter (medverkar på spår 10)
- Trummor
  - Felix Bohnke (Edguy) (medverkar på spår 4, 6, 8)
  - Alex Holzwarth (Rhapsody of Fire) (medverkar på spår 1, 2, 3, 11)
- Orgel
  - Simon Oberender (medverkar på spår 9)
- Keyboard
  - Jens Johansson (medverkar på spår 2)

#### Sångare
- Jørn Lande (Masterplan) (medverkar på spår 1, 2, 5, 6, 9, 10)
- Michael Kiske (f.d. Helloween) (medverkar på spår 1)
- Russell Allen (Symphony X) (medverkar på spår 1, 11)
- Bob Catley (Magnum) (medverkar på spår 11)
- Cloudy Yang (medverkar på spår 8)
- Jon Oliva (medverkar på spår 4)